# Казначейство России
Федеральное казначейство (Казначейство России) — федеральный исполнительный орган (федеральная служба) государственной власти Российской Федерации. Осуществляет правоприменительные и контрольно-надзорные функции в финансово-бюджетной сфере. Находится в ведении Министерства финансов Российской Федерации.

## История
Было создано указом Президента Российской Федерации от 8 декабря 1992 года № 1556 и постановлением Правительства Российской Федерации от 27 августа 1993 года № 864.
Положение о Федеральном казначействе было утверждено Постановлением Правительства Российской Федерации от 1 декабря 2004 года № 703 «О Федеральном казначействе».
С 1 января 2005 года Федеральное казначейство было выделено из состава Министерства финансов Российской Федерации с преобразованием в федеральную службу, подведомственную Минфину России. Находится в ведении Министерства финансов Российской Федерации.

## Организационная структура
Федеральное казначейство состоит из центрального аппарата, территориальных органов и одной подведомственной организации (Федерального казённого учреждения «Центр по обеспечению деятельности Казначейства России»).
По состоянию на 17 ноября 2023 года в состав центрального аппарата Федерального казначейства входят 22 структурных подразделения (управления).
Территориальными органами являются: 6 Межрегиональных управлений, расположенных в Москве, а также 89 Управлений Федерального казначейства по субъектам Российской Федерации, расположенных в административных центрах субъектов Российской Федерации.

## Полномочия и функции
Является федеральным органом исполнительной власти (федеральной службой), осуществляющим правоприменительные и контрольно-надзорные функции в финансово-бюджетной сфере.
Полномочия Федерального казначейства закреплены в двух основных источниках: статье 166.1 Бюджетного кодекса Российской Федерации и Положении о Федеральном казначействе, утверждённом Постановлением Правительства Российской Федерации от 1 декабря 2004 года № 703 «О Федеральном казначействе».
Детализирующие реализацию полномочий Казначейства функции перечислены на его официальном сайте, где сгруппированы в несколько разделов.

## Руководство
- 1993 — 12 января 1998 года — Александр Смирнов (как начальник Главного управления федерального казначейства; распоряжение Правительства Российской Федерации № 1648-р от 20.09.1993)
- 1998 — сентябрь 2007 — Татьяна Нестеренко (в 1998—2004 годах как начальник Главного управления федерального казначейства, с 2005 года — руководитель Федерального казначейства; распоряжение Правительства Российской Федерации № 35 от 12.01.1998)
- Октябрь 2007 — настоящее время — Роман Артюхин

## Символика
26 сентября 2011 года приказом Министра финансов Российской Федерации Алексея Кудрина были учреждены геральдический знак-эмблема, флаг и вымпел Федерального казначейства.
21 ноября 2017 года к 25-летию Федерального казначейства выпущена серебряная памятная монета «Казначейство России» номиналом 1 рубль.